# Gwilym Owen Williams
Gwilym Owen Williams (* 23. März 1913 in Penisarwaun; † 23. Dezember 1990) war ein anglikanischer britischer Bischof der Church in Wales.

## Leben
Williams besuchte die Brynrefail Grammar School und studierte anglikanische Theologie am Jesus College in Oxford. 1937 wurde er zum Diakon und 1938 zum Priester geweiht. Er wirkte ab 1940 als Studentenpfarrer (chaplain) am St David’s College in Lampeter; später leitete er das anglikanische hostel an der Bangor University und das Llandovery College. Von 1957 bis 1982 war Williams Bischof der Diözese Bangor. Von 1971 bis 1982 war er zusätzlich Erzbischof der Church in Wales. 2018 erschien eine Biografie über Williams.